# التطهير العرقي لفلسطين (كتاب)
التطهير العرقي لفلسطين هو كتاب قام بتأليفه أحد أعضاء المؤرخون الجدد وهو الدكتور إيلان بابيه.
يناقش الكتاب موضوع التطهير العرقي الذي خططت له ونفذته الحركة الصهيونية على أرض فلسطين كما يقوم بإيراد إثباتات من خلال وقائع الأرشيف الوطني الإسرائيلي وإرشيف الجيش الإسرائيلي. بالإضافة لذلك يقوم بإجراء تحليلات معينة على وقائع وأحداث ذكرت في يوميات أعضاء الحركة الصهيونية مثل بن غوريون بشكل يظهر التخطيط المسبق والتنفيذ لهذا التطهير.
خلال حرب فلسطين عام 1948 ، فر أو طُرد من منازله حوالي 720.000 فلسطيني عربي من بين 900.000 يعيشون في الأراضي الفلسطينية التي أصبحت إسرائيل. أسباب هذا الترحيل مثيرة للجدل وناقشها المؤرخون. أراد إيلان بابيه تقديم نموذج التطهير العرقي في نقاشه لهذه الأسباب واستخدامه ليحل محل نموذج الحرب كأساس للبحث العلمي والمناقشات العامة حول عام 1948.
أطروحة الكتاب هي أن نقل الفلسطينيين قسرا إلى العالم العربي كان هدفا لـلحركة الصهيونية وضرورة للشخصية المرغوبة للدولة اليهودية. ووفقًا لبابيه ، فإن نزوح الفلسطينيين عام 1948 نتج عن تطهير عرقي مخطط لفلسطين نفذه قادة الحركة الصهيونية ، وعلى رأسهم دافيد بن غوريون والعشرة أعضاء الآخرين في "مجموعته الاستشارية" كما أشار بابيه. يجادل الكتاب بأن التطهير العرقي قد تم تنفيذه من خلال عمليات الطرد الممنهج لحوالي 500 قرية عربية ، بالإضافة إلى الهجمات الإرهابية التي نفذها بشكل رئيسي أفراد من الإرجون والهاجاناه ضد السكان المدنيين. يشير إيلان بابيه أيضًا إلى خطة داليت وإلى ملفات القرية كدليل على عمليات الطرد المخطط لها.

## خلفية
فكرة أن أحداث عام 1948 كانت نتيجة لطرد مخطط قد اقترحها المؤرخون وليد الخالدي في كتابه خطة دالت: المخطط الصهيوني الشامل لغزو فلسطين (1961) ونور الدين مصالحة في كتابه طرد الفلسطينيين: مفهوم الترحيل في الفكر السياسي الصهيوني 1882- 1948 (1991). نشر يواف جيلبر إجابة تنتقد تفسير الخطة د التي أعدها وليد الخالدي وإيلان بابيه: التاريخ والاختراع: هل كانت الخطة د مخططًا للتطهير العرقي؟ (2006).
اقترح بيني موريس عدة تفسيرات. وكان استنتاج عمله الرئيسي حول موضوع "ولادة مشكلة اللاجئين الفلسطينيين" (1989) أن الهجرة الجماعية كانت "نتيجة الحرب وليس النية". ومع ذلك ، فقد صرح لاحقًا أنه "عند الرجوع إلى الماضي ، من الواضح أن ما حدث عام 1948 في فلسطين كان عبارة عن مجموعة متنوعة من التطهير العرقي للمناطق العربية من قبل اليهود. ومن المستحيل تحديد عدد الذين طردوا فعليا من 700000 فلسطيني الذين أصبحوا لاجئين في عام 1948، في مقابل الذين قاموا بمجرد الفرار من منطقة القتال." في مقابلة مع هآرتس في عام 2004 ، دافع أيضًا عن فكرة أن إجراء تطهير عرقي في عام 1948 كان خيارًا أفضل لليهود من القيام بإبادة جماعية. في كتابه الأخير عن حرب 1948: 1948: تاريخ الحرب العربية الإسرائيلية الأولى (2006) ، فرّق في كل ذلك وذكر أنه "خلال حرب 1948 ، (...) على الرغم من حدوث عمليات طرد وعلى الرغم من ما ساد من جو من التطهير العرقي خلال الأشهر الحرجة ، لم يصبح الترحيل سياسة صهيونية عامة أو معلنة. وهكذا ، بنهاية الحرب ، على الرغم من أن الكثير من البلاد قد تم "تطهيرها" من العرب ، في أجزاء أخرى من البلاد -لا سيما الجليل الأوسط- تُرك عدد كبير من السكان العرب المسلمين (...) ".

## الاستقبال النقدي

### التحليل في المجلات المحكمة
خلصت مراجعة الأستاذ في جامعة بن غوريون أوري رام في مجلة ميدل إيست جورنال إلى أن "بابيه يقدم هنا أهم وأجرأ كتاب يتحدى بشكل مباشر التأريخ الإسرائيلي" بالإضافة إلى "الذاكرة الجماعية والأهم من ذلك الضمير الإسرائيلي".
يورغن جينسهوجين ، في مجلة أبحاث السلام ، بينما وصف الكتاب بأنه "قراءة جيدة" ، خطّأ بابيه في اعتباره بأن الطرد المخطط مسبقًا للفلسطينيين كان "سبب الحرب" ، وليس مجرد "جانب واحد من خطط الحرب المختلفة ". 

أشاد إفرايم نيمني ، في مجلة الدراسات الفلسطينية ، بـ "الطابع الجدلي" للكتاب ، لكنه ادعى أن القادة الصهاينة لم يكونوا وحدهم المسؤولين عن التطهير العرقي:
وبالتالي ، حتى لو كان التسلسل الزمني لبابيه صحيحًا ، ولا يوجد سبب للشك في ذلك ، فإن الكتاب لا يقدم تفسيرًا كافيًا للتطهير العرقي لفلسطين. بغض النظر عن مدى دقة التخطيط من قبل قادة Yishuv (المستوطنين) ، فإنه كان سيكون من دون جدوى بدون تسلسل غير عادي للأحداث الدولية (الإبادة الجماعية ليهود أوروبا ، بداية الحرب الباردة ، إغلاق البوابات الديمقراطية الليبرالية في وجه اللاجئين اليهود ، تحرير المستعمرات في شمال إفريقيا ، وأخيراً وليس آخراً هيمنة نموذج الدولة القومية العرقية باعتبارها السبيل الوحيد المتاح للتحرر الوطني).
أحمد السعدي ، في الشؤون الدولية ، "أوصى بشدة" بالكتاب.

### استجابات وسائل الإعلام السائدة
ظهر تحليل نقدي في ذا نيو ريببلك. كتب المؤرخ الجديد بيني موريس في مراجعته لكتاب "التطهير العرقي في فلسطين": "في أفضل الأحوال ، لابد أن إيلان بابيه من أكثر المؤرخين رداءة في العالم ؛ وفي أسوأ الأحوال ، من أكثر المؤرخين خداعا. وفي الحقيقة ، ربما يستحق مكانًا ما بين الاثنين." جادل موريس ، "مثل هذه التشويهات ، كبيرها وصغيرها ، تميّز تقريبًا كل صفحة من صفحات التطهير العرقي في فلسطين." 

راجع إيان بلاك ، محرر الشرق الأوسط في صحيفة الجارديان ، الكتاب واصفًا إياها بـ "قائمة الترهيب والطرد والفظائع". وأشار أيضا إلى أن بابيه "يسيء إلى الفهم التاريخي من قبل الجميع من خلال تجاهل مزاج ودوافع اليهود ، وذلك بعد فترة وجيزة من انتهاء الحرب التي أباد فيها النازيون ستة ملايين".
بصرف النظر عن التشديد ، من الصعب تحديد ما هو جديد في روايته. المخطط الذي نوقش في اجتماع تل أبيب ، مخطط داليت ، معروف منذ سنوات. لطالما كان من الواضح أن القادة العرب لم يشجعوا الفلسطينيين ، كما يُزعم ، على مغادرة منازلهم "مؤقتًا". لم يتم غزو الدولة الإسرائيلية الوليدة ، كما تقول رواية ديفيد وجالوت القديمة ، من قبل خمسة جيوش عربية. هاجمت مصر في الجنوب ودخلت القوات الأردنية والعراقية الأراضي المخصصة للفلسطينيين من قبل الأمم المتحدة. التطهير العرقي في فلسطين هو "خطيئة إسرائيل الأصلية" التي تم الكشف عنها - ولكن دون أي ظروف مخففة.
ديفيد برايس جونز ، الذي كتب في مجلة ليتيراري ريفيو ، يدعو بابيه "الأكاديمي الإسرائيلي الذي صنع اسمه من خلال كره إسرائيل وكل ما تمثله".
بالنسبة له ، السياسيون والجنود الإسرائيليون ، أفرادهم وجميعهم ، قتلة كثيرون. زرعت الغابات فقط للتستر على الماضي. البيوت هي "فيلات وقصور شنيعة للأثرياء اليهود الأمريكيين". كل شيء إسرائيلي قبيح ، كل شيء فلسطيني جميل. للحصول على دليل على الوحشية الإسرائيلية ، يعتمد على اقتباسات من أعماله السابقة أو من جدالات فلسطينيين ، وفوق كل شيء على الشهادات الشفوية للاجئين الفلسطينيين. لقد مر أكثر من نصف قرن من الصراع العسكري والأيديولوجي منذ خروجهم ، لكن بابيه يعلن إيمانه بأن كل ما يقولونه الآن صحيح.
قال ستيفن هاو ، أستاذ تاريخ الاستعمار في جامعة بريستول ، إن كتاب بابيه كان غالبًا مزيجًا مقنعًا من الحجة التاريخية والمسالك السياسية والأخلاقية. وفقًا لهاو ، في حين أن الكتاب لن يكون الكلمة الأخيرة في أحداث عام 1948 ، إلا أنه "تدخل رئيسي في نفاش مستمر ، ويجب أن تستمر".